# Herbert Dittmann
Herbert Dittmann (* 3. Januar 1904 in Langenberg; † 6. September 1965 in München) war ein deutscher Diplomat in der Zeit des Nationalsozialismus und Botschafter der Bundesrepublik Deutschland.

## Leben
Herbert Dittmann studierte Rechtswissenschaften in Freiburg, wo er 1921 Mitglied des Corps Rhenania wurde, und wurde zum Dr. jur. promoviert. Von 1927 bis 1928 war er bei einem Gericht Assessor; 1929 trat er in den Auswärtigen Dienst ein. Von 1933 bis 1936 war er als Legationssekretär an der Botschaft des Deutschen Reichs in Moskau. Am 5. Mai 1934 beantragte er die Aufnahme in die NSDAP und wurde zum 1. Dezember 1937 aufgenommen (Mitgliedsnummer 4.789.472). Von 1936 bis zum 13. Februar 1939 war Dittmann stellvertretender Konsul des Deutschen Reichs in Jerusalem im britischen Mandatsgebiet in Palästina.
Ab 1939 war Dittmann in der Rechtsabteilung des Auswärtigen Amtes in Berlin beschäftigt, danach noch im Russlandgremium der Politischen Abteilung und in der Personal- und Verwaltungsabteilung. Von 1940 bis 1941 war er als Gesandtschaftsrat in Teheran akkreditiert. 1942 wurde er zum Legationsrat I. Klasse befördert und war Verbindungsmann des AA zum Reichsministerium für die besetzten Ostgebiete. Im selben Jahr stand er im Verteiler des von Unterstaatssekretär Martin Luther weiterverteilten Tätigkeits- und Lageberichts Nr. 10 der Einsatzgruppen, dem zu entnehmen war, „daß im ‚Ostland die Judenfrage fast als gelöst und bereinigt angesehen werden kann‘“. Von 1943 bis August 1944 war Dittmann Generalkonsul des Deutschen Reichs in Izmir und wurde dort 1944 interniert. Nach seiner Rückkehr nach Deutschland war er bis zum 3. Juli 1946 interniert, über seine Entnazifizierung ist nichts bekannt.
Von 1946 bis 1948 war Dittmann Richter beim Landgericht Dortmund und von 1948 bis 1949 Richter am Oberlandesgericht Hamm. Unter Konrad Adenauer war Dittmann von 1949 bis 1951 stellvertretender Leiter der Verbindungsstelle des Bundeskanzleramtes mit der Alliierten Hohen Kommission.
Von 1951 bis 1952 leitete Dittmann die Personalabteilung des Außenministeriums von Adenauer. In dieser Schlüsselposition trug Dittmann dazu bei, dass viele Parteigenossen der NSDAP wieder Aufnahme in den Auswärtigen Dienst der Bundesrepublik Deutschland fanden. Ein Schreiben des 47. Untersuchungsausschusses des Bundestages vom 14. Mai 1952 an Konrad Adenauer in seiner Funktion als Bundesaußenminister empfahl nachdrücklich, Herbert Dittmann nicht weiter im Auswärtigen Dienst zu verwenden. Im August 1953 entsandte Adenauer Dittmann als Generalkonsul nach Hongkong. 1958 nach Bonn zurückgekehrt avancierte er unter dem Außenminister Heinrich von Brentano zum Ministerialdirektor und ständigen Vertreter des Staatssekretärs im Auswärtigen Amt. Als Botschafter zunächst in Rio de Janeiro, schließlich in Tokio, ging Dittmann 1965 in den Ruhestand.

## BDF
Der „Fonds für bedürftige Deutsche (BDF) - German Welfare Fund - ドイツ人支援基金“ in Japan war bis 2011 nach Herbert Dittmann benannt („Botschafter-Dittmann-Fonds“).

## Weblink
- Eintrag In: Gerhard Köbler: Wer war wer im deutschen Recht (Online-Version)